# Conus medvedevi
Espèce
Conus medvedevi est une espèce de mollusques gastéropodes marins de la famille des Conidae.
Comme toutes les espèces du genre Conus, ces escargots sont prédateurs et venimeux. Ils sont capables de « piquer » les humains et doivent donc être manipulés avec précaution, voire pas du tout.

## Description
La taille de la coquille varie entre 15 mm et 30 mm.

## Distribution
Cette espèce marine se trouve dans l'océan Atlantique et est endémique de l'Angola.

## Taxinomie

### Publication originale
L'espèce Conus medvedevi a été décrite pour la première fois en 2014 par les malacologistes António Monteiro, Carlos Manuel Lourenço Afonso (d), Manuel Jimenez Tenorio (d), José Rosado et David Pirinhas dans « Xenophora Taxonomy »,.

### Synonymes
- Varioconus medvedevi Monteiro, Afonso, Tenorio, Rosado & Pirinhas, 2014 · appellation alternative